# Ева Донус
Ева Донус (угор. Éva Dónusz; нар. 29 вересня 1967, Вац, Угорська Народна Республіка) — угорська гребчиха-байдарочниця, виступала за збірну Угорщини наприкінці 1980-х та протягом 1990-х років. Чемпіонка та бронзова призерка літніх Олімпійських ігор у Барселоні, чемпіонка світу, переможниця багатьох регат національного та міжнародного значення.

## Початок виступів
Ева Донус народилася 29 вересня 1967 року в місті Ваці медьє Пешт. Активно займатися веслуванням почала в ранньому дитинстві, проходила підготовку в Будапешті, входила до складу столичних спортивних клубів «Уйпешт» і «Будапешт Гонвед».
У 1989 році виступила на чемпіонаті світу в болгарському Пловдіві, де стала срібною призеркою в двійках на п'ятистах метрах. Через рік на світовій першості в польській Познані тричі піднімалася на п'єдестал пошани: здобула срібло у двійках на півкілометровій і п'ятикілометрової дистанціях, а також в четвірках на п'ятистах метрах. Ще через рік на аналогічних змаганнях у Парижі виборола ще дві срібні медалі, виграні серед двійок і четвірок на п'ятистах метрах.

## Олімпійські ігри
Будучи в числі лідерів команди Угорщини з веслування на байдарках, подолала кваліфікацію на Олімпійські ігри 1992 року в Барселоні — у чотиримісних байдарках спільно з Ритою Кебан, Ерікою Месарош та Кінгою Цигань. Вона обігнала на п'ятистах метрах усіх своїх суперниць і завоювала золоту олімпійську медаль. Крім того, у двійках з Кебан здобула бронзову медаль, пропустивши вперед екіпажі з Німеччини та Швеції.

## Виступи за національну збірну
Ставши олімпійською чемпіонкою, Донус залишилася в основному складі угорської національної збірної і продовжила брати участь у найбільших міжнародних регатах. Так, у 1993 році вона представляла Угорщину на чемпіонаті світу в Копенгагені, де виграла срібну медаль у двійках на дистанції 5000 метрів та бронзову в четвірках на дистанції 500 метрів. У наступному сезоні на світовій першості в Мехіко, звідки завоювала золоті та срібні нагороди, виграні в четвірках на двісті і п'ятсот метрів відповідно. Потім у німецькому Дуйсбурзі в тій же дисципліні здобула бронзу. Пізніше вирушила на Олімпійські ігри 1996 року в Атланті, проте повторити успіх чотирирічної давності не змогла, в четвірках на п'ятистах метрах фінішувала у фіналі лише дев'ятою.
У 1998 році на домашньому чемпіонаті світу в Сегеді Ева Донус завоювала бронзову медаль в одиночках на двохстах метрах, ще через рік на світовій першості в Мілані повторила це досягнення у двійках на двохстах метрах. Незабаром після закінчення цих змагань вирішила завершити кар'єру професійної спортсменки, поступившись місцем у збірній молодим угорським гребчиням.

## Тренерська кар'єра
У 1996 році Ева Донус здобула ступінь професійного тренера в Університеті фізичного виховання, а з 2000 року стала професійним секретарем Угорської асоціації з греблі та каное. 2001 року її призначили головним тренером юніорської збірної Угорщини на байдарках і каное, де вона працювала до 2004 року. У квітні 2012 року Донус увійшла до правління Угорської асоціації виступів на байдарках і каное, координуючи підготовку до Олімпіади. У 2017—2018 роках працювала керівником федерації Угорщини.